# Panaspis helleri
Panaspis helleri — вид сцинкоподібних ящірок родини сцинкових (Scincidae). Ендемік Демократичної Республіки Конго. Вид названий на честь американського зоолога Едмунда Хеллера.

## Поширення і екологія
Panaspis helleri мешкають в горах Рувензорі на сході ДР Конго. Вони живуть у високогірних чагарникових заростях, на висоті до 2895 м над рівнем моря. Голотип походить зі хребта Бугонго.